# Chrysops silvifacies
Chrysops silvifacies är en tvåvingeart som beskrevs av Philip 1963. Chrysops silvifacies ingår i släktet Chrysops och familjen bromsar. Inga underarter finns listade i Catalogue of Life.